# 송충살이고치벌아과
송충살이고치벌아과(Rogadinae )는 고치벌과의 하위 분류이다. 이들은 솔나방의 애벌레인 송충이에 기생하여 월동한다. 그외 송충이에 기생하는 벌로는 송충알벌이 있는데, 솔나방의 알에 기생한다.